# Balaniopsis africana
Balaniopsis africana är en svampart som först beskrevs av Kiffer, och fick sitt nu gällande namn av P.M. Kirk 1985. Balaniopsis africana ingår i släktet Balaniopsis, divisionen sporsäcksvampar och riket svampar.   Inga underarter finns listade i Catalogue of Life.